# 冯誉驺
冯誉驺（？—？），广东高安人，是一名清朝政治人物。附生出身。
冯誉驺曾于光绪三年八月（1877年）接替张其曜任延平府知府一职，光绪四年七月（1878年）由张国正接任。